# ماتیلدا کوکس استیونسون
ماتیلدا کوکس استیونسون (نام خانوادگی: اوانس) (۱۲ مه ۱۸۴۹ – ۲۴ ژوئن ۱۹۱۵)، که با نام تیلی ای. استیونسون نیز شناخته می‌شد، یک مردم‌شناس آمریکایی بود. او اولین زنی بود که به‌عنوان مردم‌شناس در ایالات متحده استخدام شد. همچنین، او نخستین مردم‌شناس زن بود که به مطالعه بومیان آمریکایی نیومکزیکو پرداخت. استیونسون پیشگام استفاده از عکاسی در اتنولوژی بود.
استیونسون همچنین اتنولوژیست، زمین‌شناس، کاوشگر و فعال بود و حمایت پرشوری از زنان در علم به عمل می‌آورد. او به تأسیس انجمن مردم‌شناسی زنان در واشینگتن دی‌سی کمک کرد.
او اولین زنی بود که توسط دفتر اتنولوژی آمریکایی (BAE) برای تحقیق در مورد مردم بومی جنوب‌غربی استخدام شد. استیونسون چندین تک‌نگاری و یک متن طولانی دربارهٔ مردم زونی منتشر کرد. کارهای او توسط برخی از همکاران مردش در آن زمان حمایت شد و توسط برخی از مردم‌شناسان و اتنولوژیست‌های هم‌دوره‌اش به‌عنوان هم‌رده شناخته شد. با این حال، او به‌عنوان یک زن دانشمند در قرن نوزدهم و اوایل قرن بیستم با موانع بسیاری روبه‌رو بود؛ برای رقابت، او انتظارات اجتماعی را نقض کرد، که باعث شد برخی او را فردی لجوج و سرسخت بدانند.

## اوایل زندگی و تحصیلات
ماتیلدا کوکس ایوانز در سن آگوستین، تگزاس به دنیا آمد و سومین فرزند از چهار فرزند ماریا ماتیلدا کوکس ایوانز از نیوجرسی و الکساندر همیلتون ایوانز از ویرجینیا بود. والدین او بین سال‌های ۱۸۴۶ و ۱۸۴۷ از واشینگتن دی‌سی به تگزاس تازه‌الحاق‌شده نقل مکان کردند. خانواده او در طول سال‌های ابتدایی زندگی ماتیلدا بین تگزاس، واشینگتن دی‌سی، و پنسیلوانیا جابه‌جا می‌شدند.
تحصیلات او به دلیل انتظارات و محدودیت‌های جنسیتی برای زنان سفیدپوست طبقه متوسط در آن زمان متغیر بود. آموزش رسمی او احتمالاً با معلمان خصوصی از مدارس خصوصی آغاز شد و سپس به آکادمی‌ها و سمینارهای زنان منتقل شد که هدف آن‌ها آماده‌سازی دانش‌آموزان برای تبدیل شدن به همسر و مادر بود. با این حال، کوکس ایوانز به دلیل برنامه آموزشی پیشرفته مدارس فیلادلفیا، علوم، ریاضیات، تاریخ، جغرافیا و موضوعات دیگر را نیز مطالعه کرد. او در مدرسه انگلیسی، فرانسوی و آلمانی خانم آنابل که در اصل در خیابان ۱۳۵۰ پاین در فیلادلفیا واقع شده بود، تحصیل کرد.
هنگامی که او به واشینگتن بازگشت، تحصیلات خود را تحت نظر پدرش (که یک وکیل بود) و ویلیام ام. میو، یک شیمیدان در موزه پزشکی ارتش ادامه داد، زیرا بیشتر کالج‌ها و دانشگاه‌ها تنها برای مردان باز بودند. با این وجود، کوکس ایوانز تمایل داشت که فرصت‌های خود را فراتر از نقش‌های خانگی گسترش دهد و امیدوار بود که به یک کانی‌شناس تبدیل شود. برنامه‌های او زمانی تغییر کرد که او با جیمز استیونسون، یک زمین‌شناس و انسان‌شناس که با سازمان زمین‌شناسی مناطق ایالات متحده کار می‌کرد، آشنا شد.

## حرفه اولیه
ایوانز در ۱۸ آوریل ۱۸۷۲ با جیمز استیونسون ازدواج کرد، پیش از آنکه او برای یک اکتشاف تحت سرپرستی فردیناند واندویر هیدن جهت انجام بررسی‌های زمین‌شناسی در کلرادو، آیداهو، وایومینگ، و یوتا عزیمت کند. ازدواج ماتیلدا استیونسون با جیمز زندگی او را تغییر داد؛ او ماتیلدا را تشویق می‌کرد تا جسور و ماجراجو باشد و هرگز پیشرفت علمی او را متوقف یا کند نکرد.
در سال ۱۸۷۸، ماتیلدا استیونسون برای اولین بار با تکنیک‌های انجام یک مطالعه قوم‌نگاری آشنا شد، زمانی که او و همسرش به مطالعه مردم یوت و آراپاهو پرداختند. با این حال، استیونسون عمدتاً خودآموز بود و بعدها مسیر خود را به تنهایی ادامه داد.
در سال ۱۸۷۹، دولت ایالات متحده دفتر اتنولوژی آمریکایی (BAE) را تأسیس کرد و ماتیلدا استیونسون به عنوان «همکار داوطلب در اتنولوژی» منصوب شد.
BAE تحت مدیریت جان وسلی پاول این دیدگاه را ترویج می‌داد که مردم بومی آمریکا در حال ناپدید شدن هستند و از دانشمندان آمریکایی خواست که این مردم را مطالعه کنند. این دیدگاه همان چیزی بود که ماتیلدا استیونسون در باقی دوران حرفه‌ای خود ادامه داد.
او همراه با جیمز در سفرهای اکتشافی BAE به جنوب‌غرب رفت، به‌عنوان دستیار رسمی او خدمت کرد و با مردم زونی و هوپی و دیگران کار کرد. در این همکاری، هیچ دستمزدی برای استیونسون در نظر گرفته نشده بود.